# José van der Ploeg
 José María van der Ploeg García (ur. 4 maja 1958 w Barcelonie w Barcelonie) – hiszpański żeglarz sportowy, złoty medalista olimpijski z Barcelony.
W 1992 zwyciężył w klasie Finn, były to jego debiutanckie igrzyska olimpijskie. Brał również udział w igrzyskach w 1996 (w Finnie) i 2000 (w Starze). W Finnie był brązowym medalistą mistrzostw świata w 1994 roku, trzykrotnie zostawał mistrzem Europy (1994, 1995 i 1996) i siedmiokrotnie mistrzem kraju.